# Fracción de oxígeno inspirado
La fracción inspirada de oxígeno (FiO2) es la fracción de oxígeno en el volumen que se mide. A los pacientes que experimentan dificultad para respirar se les suministra aire enriquecido con oxígeno, lo que significa un FiO2 superior al atmosférico. El aire natural incluye un 21 % de oxígeno, lo que equivale a FiO2 de 0,21. El aire enriquecido con oxígeno contiene una FiO2 superior a esta cifra, hasta 1,00. Esto significa 100 % de oxígeno. La FiO2 se mantiene por debajo de 0,5 incluso con ventilación mecánica, para evitar la toxicidad del oxígeno.
A menudo utilizada en medicina, la FiO2 se emplea para representar el porcentaje de oxígeno que participa en el intercambio de gases. Si la presión barométrica cambia, la FiO2 puede permanecer constante mientras que la presión parcial de oxígeno cambia con el cambio en la presión barométrica.

## Medicina
En medicina, la FiO2 representa el porcentaje de concentración de oxígeno en el intercambio de gases en los alvéolos.

## Ecuaciones
Ecuación abreviada del aire alveolar
{\displaystyle P_{a}{\ce {O2}}={\frac {P_{E}{\ce {O2}}-P_{i}{\ce {O2}}{\frac {V_{D}}{V_{t}}}}{1-{\frac {V_{D}}{V_{t}}}}}}
PaO2, PEO2, y PiO2 son las presiones parciales de oxígeno en el gas arterial, espirado e inspirado, respectivamente, y VD/VT es la relación entre el espacio muerto fisiológico y el volumen corriente.

## Usos
La FiO2 se utiliza en el sistema de clasificación de la gravedad de la enfermedad APACHE II (Acute Physiology and Chronic Health Evaluation II -Evaluación de la Fisiología Aguda y de la Salud Crónica II-) para los pacientes de la unidad de cuidados intensivos. Para valores de FiO2 iguales o superiores a 0,5, en el cálculo de la puntuación APACHE II se debe utilizar el valor del gradiente alveolar-arterial. De lo contrario, la PaO2 será suficiente.
La relación entre la presión parcial de oxígeno en la sangre arterial (PaO2) y la FiO2 se utiliza como indicador de hipoxemia según la Conferencia Euro-Americana de Consenso (American-European Consensus Conference: AEEC) sobre lesiones pulmonares. Se ha demostrado que una FiO2 elevada altera la relación de PaO2/FiO2.

## Cociente de PaO2/FiO2
La relación entre la presión parcial de oxígeno arterial y la fracción de oxígeno inspirado, a veces denominada índice de Carrico (indice di carico: índice de carga), es una comparación entre el nivel de oxígeno en la sangre y la concentración de oxígeno que se respira. Esto ayuda a determinar el grado de cualquier problema con la manera en que los pulmones transfieren oxígeno a la sangre. Para esta prueba se toma una muestra de sangre arterial. Para el diagnóstico del síndrome de dificultad respiratoria aguda (SDRA) es necesaria una razón PaO2/FiO2 menor o igual a 200, según los criterios de la AECC. Los criterios más recientes de Berlín definen el SDRA leve en una magnitud inferior a 300.
Una razón PaO2/FiO2 menor o igual a 250 es uno de los criterios menores para la neumonía grave adquirida en la comunidad (es decir, posible indicación de tratamiento hospitalario).
Una razón PaO2/FiO2 menor o igual a 333 es una de las variables en la puntuación de riesgo SMART-COP para el apoyo respiratorio intensivo o vasopresor en la neumonía adquirida en la comunidad.
Ejemplo de cálculo
Después de trazar los indicadores de gases en sangre arterial de un paciente, se encuentra que la PaO2 es de 100 mmHg. Dado que el paciente está recibiendo aire saturado de O2, lo que da como resultado un FiO2 de 50% de oxígeno, su PaO2/FiO2 sería 100 mmHg / 0,5 = 200.

## Matemáticas relacionadas

### Ecuación del aire alveolar[7]
Para calcular la presión del gas alveolar se usa la ecuación del aire alveolar, según la fórmula siguiente.
{\displaystyle P_{A}{\ce {O2}}=F_{I}{\ce {O2}}(PB-P{\ce {H2O}})-P_{A}{\ce {CO2}}\left(F_{I}{\ce {O2}}+{\frac {1-FI{\ce {O2}}}{R}}\right)}